# رایشنباخ ام رگن
رایشنباخ ام رگن (به آلمانی: Reichenbach) یک شهر در آلمان است که در Cham واقع شده‌است.